# ديوفنطس الإسكندراني

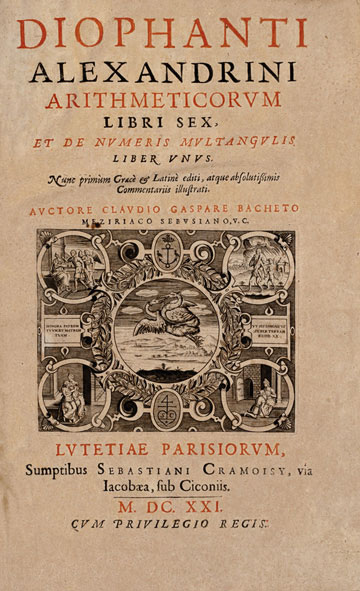
صفحة الغلاف من طبعة 1621 لكتاب الحساب لديوفنطس

دِيُوفَنْطُس الإسكندراني (باليونانية: Διόφαντος ὁ Ἀλεξανδρεύς XD) هو عالم يوناني عاش في الإسكندرية وبرع في الرياضيات. ما عرف عن حياته قليل جداً حيث لم يعرف تاريخ ولادته ولا تاريخ وفاته بدقة. وجد في كتاب لأحد الأساقفة اليونان إهداء من الكاتب إلى ديوفنطس عام 345م ويبحث الكتاب في علم الحساب عند المصريين. ألّف ديوفنطس 13 كتاباً باللغة اليونانية، لم يحفظ منها إلا ستة فقط، وقد كتب جوهانس مولر بتاريخ ما بين (1436-1476) إلى صديق له أنه وجد الكتب الستة الأولى لديوفنطس في مكتبة الفاتيكان وأنه سيقوم بترجمتها، ولكن لم تتم الترجمة إلا بعد أكثر من مئة عام.
تأثر ديوفنطس بالمصريين والبابليين والصينيين كما هو واضح في أعماله التي من أهمها كتاب الحساب الذي يعدُّ أقدم كتاب استخدم الرموز الجبريّة. وبحث في خواص الأعداد الصحيحة. وقد عرِف ديوفنطس الحل التحليلي لمعادلات الدرجة الثانية ذات المعاملات الموجبة.
لم يطرأ تطور يذكر على نظرية الأعداد بعد ديوفنطس حتى القرن السابع عشر الميلادي حين ظهر فيرما الذي جعل من أعمال ديوفنطس أساساً لأبحاثه.

## روابط خارجية
- ديوفنطس الإسكندراني على موقع الموسوعة البريطانية (الإنجليزية)
- ديوفنطس الإسكندراني على موقع الموسوعة البريطانية (الإنجليزية)
- ديوفنطس الإسكندراني على موقع إن إن دي بي (الإنجليزية)